# André Cavens
André Cavens (n. 1 octombrie 1912, Schaarbeek, Comunitatea Francofonă din Belgia⁠(d), Belgia – d. 9 aprilie 1971, Brussel, Comunitatea Francofonă din Belgia⁠(d), Belgia), originar din Bruxelles, Uccle, a fost un regizor, producător și scenarist belgian. 

## Scurtă biografie artistică
Cariera sa artistică a debutat în 1961 ca regizor și producător al dramei Există câte un tren pentru orice oră (Il y a un train toutes les heures). Având-o în rolul principal pe Evelyne Axell, pelicula a fost nominalizată pentru Ursul de aur la cea de-a 12-a ediție a Festivalului Internațional de Film de la Berlin din 1962.
În 1965, a regizat filmul La présence désolée. Cavens s-a reîntors la film în 1968 cu filmul dramatic Michaella pentru care a regizat și a scris scenariul . 

## Premiul André Cavens
Începând cu 1976, Asociația criticilor de film belgieni oferă premiul care îi poartă numele, Premiul André Cavens, celui mai bun realizator de filme belgian.